# Tzachi Hanegbi
Tzachi Hanegbi (en hébreu : צחי הנגבי), né le 26 février 1957 à Jérusalem, est un homme politique israélien, et membre du parti Likoud.
De 2020 à 2021, il est le ministre des Affaires des colonies, en remplacement de Tzipi Hotovely, et membre de la Knesset de 2013 à 2022.
Depuis 2023, il est le chef du Conseil de sécurité nationale israélien.